# Diplacodes spinulosa
Diplacodes spinulosa là loài chuồn chuồn trong họ Libellulidae. Loài này được Navás mô tả khoa học đầu tiên năm 1915.